# Allium koyuncui
Allium koyuncui là một loài thực vật có hoa trong họ Amaryllidaceae. Loài này được H.Duman & Özhatay mô tả khoa học đầu tiên năm 2000.